# 何塞萊安德羅奧維耶多
何塞萊安德羅奧維耶多（西班牙語：José Leandro Oviedo），是巴拉圭的城鎮，位於該國東南部，由伊塔普阿省負責管轄，始建於1974年12月4日，海拔高度107米，主要經濟活動有農業和畜牧業，2002年人口4,353。